# Taça Amadeu Rodrigues Sequeira - Terceiro turno do Campeonato Carioca de Futebol de 1976
A Taça Amadeu Rodrigues Sequeira foi a taça do Terceiro Turno do Campeonato Carioca de 1976. O vencedor foi o Fluminense[carece de fontes?] e Amadeu Rodrigues Sequeira foi dirigente do Vasco da Gama.

## História
A Taça Guanabara de 1976 foi disputada por 15 clubes, com os oito mais bem colocados classificando-se para a disputa do segundo e do terceiro turnos. Mesmo com o Fluminense fazendo uma boa campanha nos turnos anteriores, ainda não havia atingido o ápice de seu potencial, o que ocorreu na conquista do terceiro turno, invicto, com 6 vitórias e apenas 1 empate, 20 gols a favor e apenas 4 contra, o empate acontecendo contra o Flamengo, que terminaria como vice-campeão, com 66.814 torcedores pagando pelos ingressos, ainda na terceira rodada.[carece de fontes?] A contundente vitória na partida final contra o Botafogo, em partida disputada debaixo de muita chuva, sacramentou a conquista da Taça Amadeu Rodrigues Sequeira e a classificação do Fluminense para a Fase Final do estadual.

## Fórmula de disputa
Os oito participantes jogaram contra os demais clubes apenas em jogos de ida no sistema de pontos corridos, sendo campeão aquele que fizesse mais pontos.

## Classificação final
| Classificação | Classificação | Classificação | Classificação | Classificação | Classificação | Classificação | Classificação | Classificação | Classificação |
| Pos           | Time          | PG            | J             | V             | E             | D             | GP            | GS            | SG            |
| ------------- | ------------- | ------------- | ------------- | ------------- | ------------- | ------------- | ------------- | ------------- | ------------- |
| 1             | Fluminense    | 13            | 7             | 6             | 1             | 0             | 20            | 4             | +16           |
| 2             | Flamengo      | 11            | 7             | 5             | 1             | 1             | 18            | 8             | +10           |
| 3             | Vasco da Gama | 8             | 7             | 3             | 2             | 2             | 9             | 7             | +2            |
| 4             | Americano     | 7             | 7             | 3             | 1             | 3             | 9             | 13            | -4            |
| 5             | Olaria        | 5             | 7             | 1             | 3             | 3             | 5             | 9             | -4            |
| 6             | Goytacaz      | 5             | 7             | 2             | 1             | 4             | 5             | 12            | -7            |
| 7             | Botafogo      | 4             | 7             | 1             | 2             | 4             | 11            | 12            | -1            |
| 8             | Volta Redonda | 3             | 7             | 0             | 3             | 4             | 8             | 20            | -12           |

## Campanha do campeão
1. Fluminense 2–0 Americano.
2. Volta Redonda 2–4 Fluminense.
3. Fluminense 1–1 Flamengo.
4. Olaria 0–1 Fluminense.
5. Vasco 0–3 Fluminense.
6. Goytacaz 0-4 Fluminense.
7. Fluminense 5–1 Botafogo.

## Jogo do título
Fluminense 5–1 Botafogo.
Data: 14 de agosto de 1976.
Local: Estádio do Maracanã.
Árbitro: José Roberto Wright.
Cartões Amarelos: Carlos Alberto Torres e Carbone.
Renda: Cr$ 422.556,00.
Público: 20.958 pagantes.
Gols: Gil aos 30" e a 60', C.A. Torres 5', Doval 26', Luisinho 28' e Rivelino 29'.
FFC: Renato; Carlos Alberto Torres, Miguel, Edinho e Rodrigues Netto; Carlos Alberto Pintinho, Paulo César Lima e Rivellino, Gil, Doval e Dirceu. Técnico: Mário Travaglini.
BFR: Ubirajara; Miranda (Mazinho), Osmar (Valtencir), Nílson Andrade e Serginho; Carbone, Luisinho e Mário Sérgio; Cremílson, Manfrini e Nílson Dias. Técnico: Paulo Amaral.
Obs.: Como acontecera na decisão do Grupo B do Terceiro Turno do Campeonato Carioca de 1973 entre os mesmos clubes, jogo disputado sob forte chuva.

## Premiação
| Taça Amadeu Rodrigues Sequeira |
| Rio de Janeiro                 |
| ------------------------------ |
| FLUMINENSE Campeão - Invicto   |